# VTech Laser 200
O VTech Laser 200 foi um computador doméstico de 8 bits projetado e construído pela Vtech, e foi lançado em 1983, também vendido sob os nomes de Salora Fellow (principalmente na Escandinávia, particularmente na Finlândia), o Texet TX8000 (no Reino Unido) e Dick Smith VZ 200 (na Austrália e Nova Zelândia).
Uma versão melhorada, denominada VTech Laser 310 ou Dick Smith VZ 300 foi lançada posteriormente.

## História
O micro foi projetado e construído pela Video Technology (VTech) de Hong Kong e, embora usasse outra UCP, possuía algumas semelhanças conceituais com o fracassado Tandy MC-10.

### No Reino Unido
Quando de seu lançamento no Reino Unido, a Texet afirmou que sua versão, rebatizada como TX8000 e vendida por £98, era o computador doméstico colorido mais barato do mercado. Todavia, isto não foi suficiente para assegurar sucesso contra o dominante ZX Spectrum e máquinas similares à venda. Particularmente, o Oric-1, que lembrava muito o design do Spectrum, estava sendo vendido nessa época por £99, e oferecia especificações muito melhores do que as do Texet por uma diferença mínima de preço.

### Na Austrália

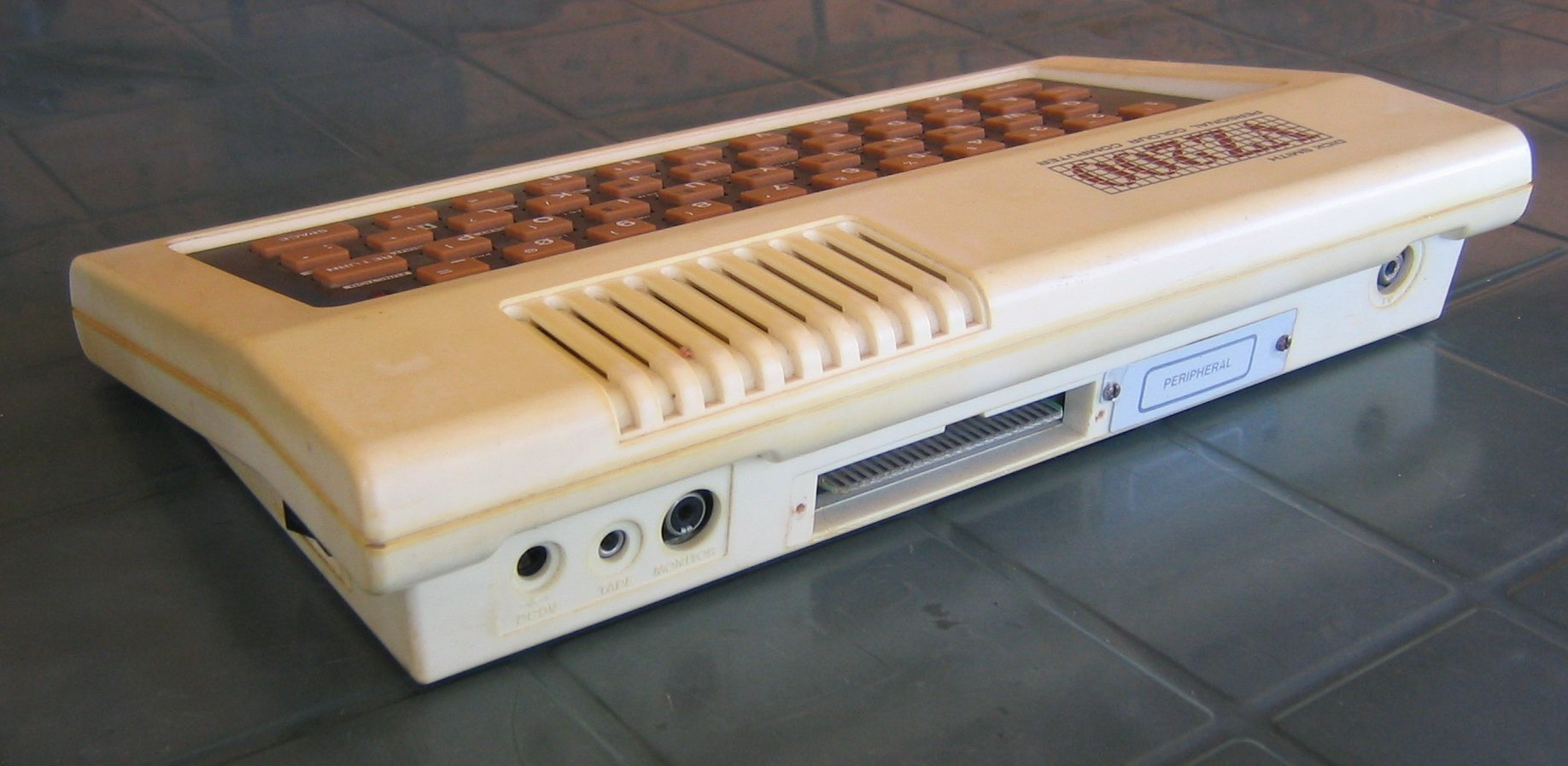
A parte posterior do VZ200.

A versão VZ200 da "Dick Smith" provou-se muito mais bem-sucedida na Austrália e Nova Zelândia, onde assegurou o nicho de máquina para iniciantes.

## Características
| UCP           | Z80A em 3,58 MHz                                                                                       |
| RAM           | 4-8 KiB—64 KiB (máxima)                                                                                |
| VRAM          | 2 KiB                                                                                                  |
| ROM           | 16 KiB                                                                                                 |
| Teclado       | "chiclete", 45 teclas (a maioria com quatro funções)                                                   |
| Display       | Motorola MC6847, texto (32×16, 8 cores) e gráfico (128×64 ou 64×32, 8 cores).                          |
| Som           | alto-falante interno                                                                                   |
| Portas        | interface de gravador cassete, saída para TV, saída para monitor de vídeo e porta de expansão genérica |
| Armazenamento | fita magnética em 600 bauds                                                                            |

## Galeria

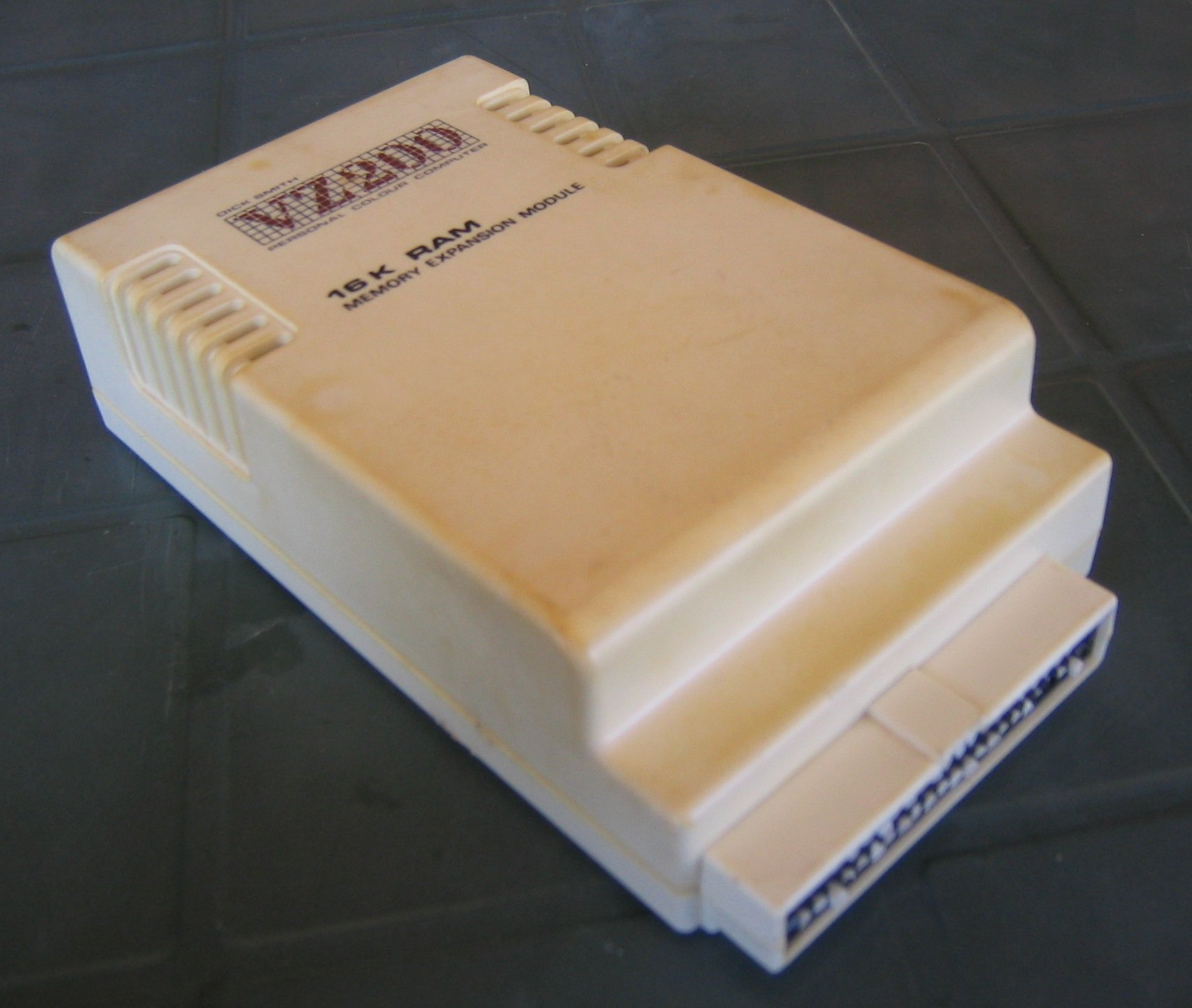
A expansão de 16 KiB opcional
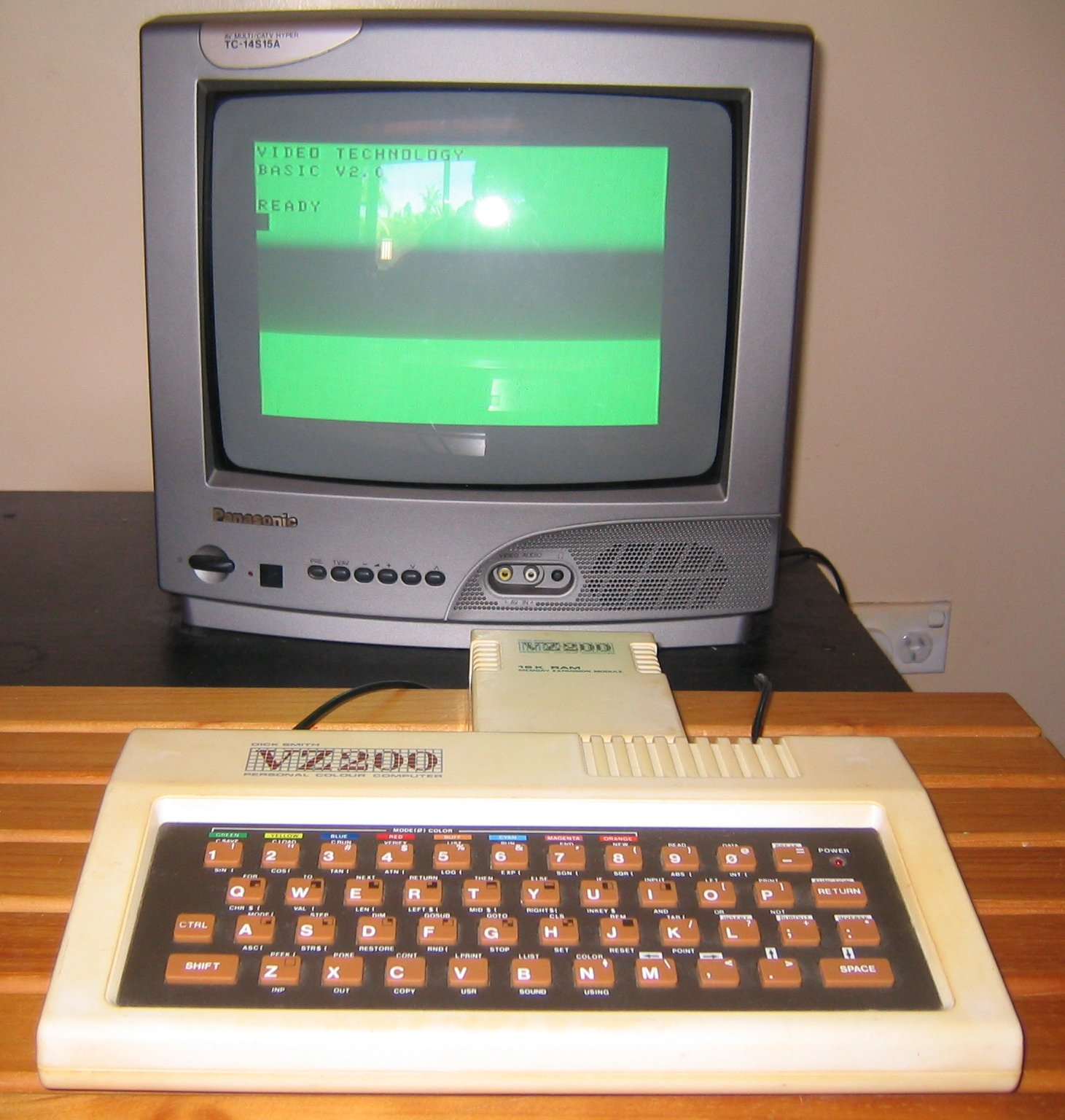
Um VZ200 em operação
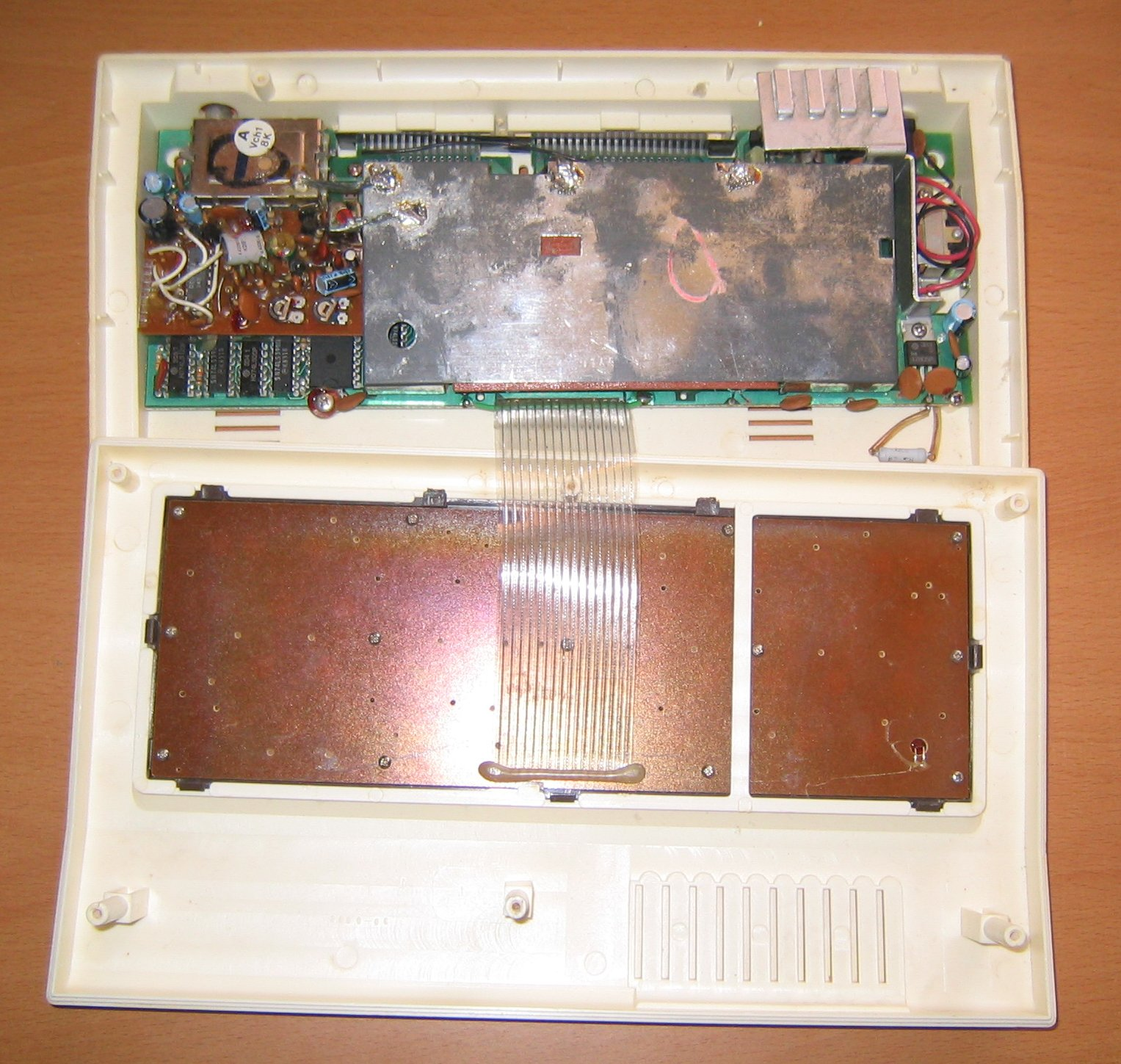
Interior de um VZ200
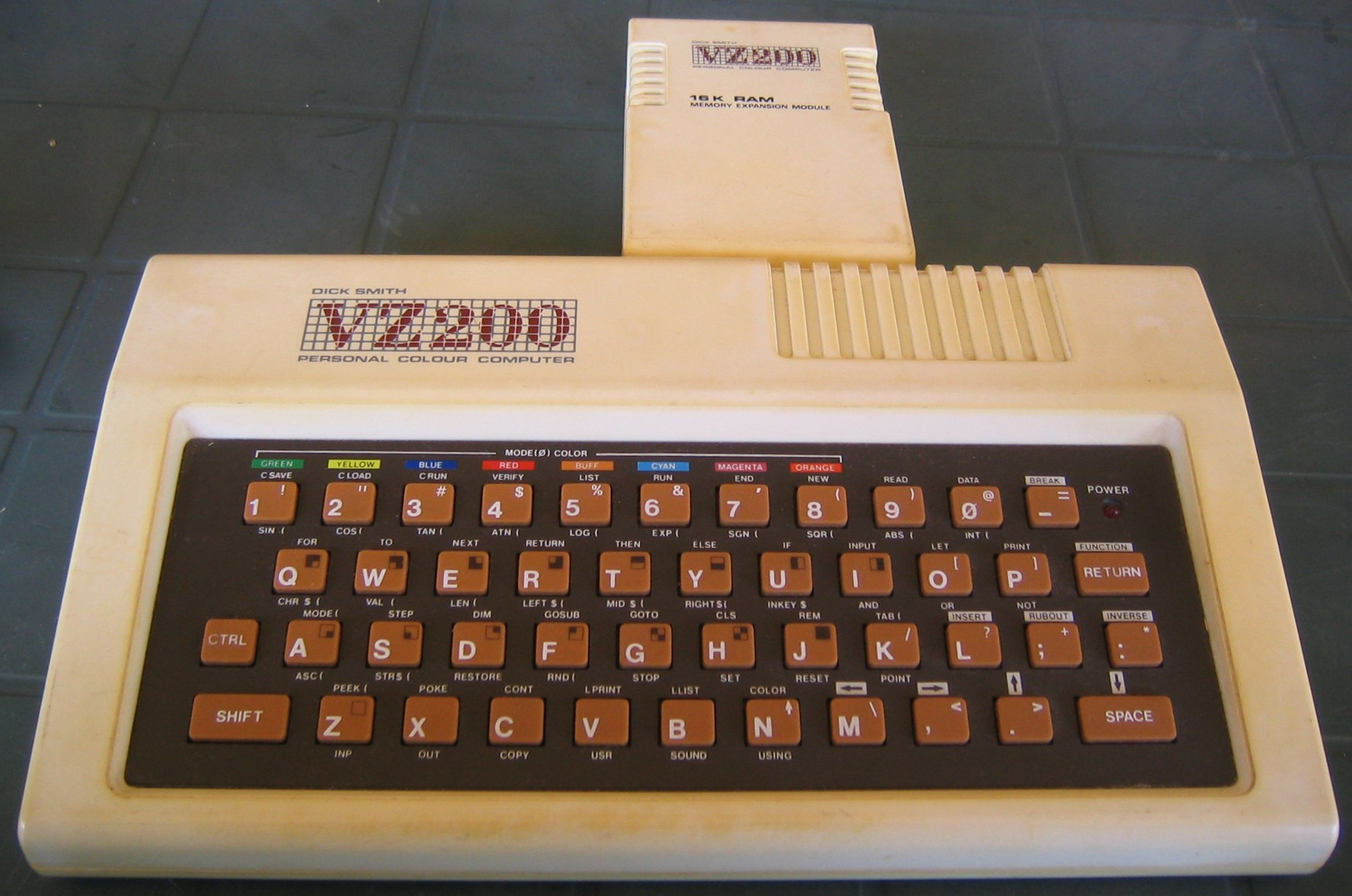
VZ200 com expansão de RAM conectada

### Emuladores
- (em inglês)-MESS apresenta emulação Laser 200
- (em inglês)-James's VZ200
- (em inglês)-WinVZ e VZ'Em - VZ'Em é o mais completo.
- (em inglês)-The Java Emulation Platform - Suporta VZ200 (ou Laser 200).
- (em inglês)-PocketVZ - Emulador para PocketPC's.